# Un candidato muy peludo
Un candidato muy peludo (título original en inglés: The Shaggy D. A.) es una película cómica de 1976 producida por Disney y dirigida por Robert Stevenson. Está inspirada en el libro de Felix Salten titulado El sabueso de Florencia.
Protagonizada por Dean Jones, Suzanne Pleshette, Tim Conway, Keenan Wynn, Dick Van Patten, Jo Anne Worley y Shane Sinutko, fue la última película de Stevenson.

## Argumento
Wilby Daniels (Dean Jones) es ahora un abogado exitoso casado con Betty (Suzanne Pleshette), y tienen un hijo, Brian (Shane Sinutko). Regresando a la ciudad de Medfield de unas vacaciones, la familia descubre que han sido atracados y Wilby culpa al fiscal de distrito local John Slade (Keenan Wynn), de tener conexiones con organizaciones criminales. Wilby jura que le quitará el puesto para hacer su ciudad segura otra vez.
Entretanto, los dos ladrones roban el anillo de los Borgia que acaba en manos de Tim, el dueño de un gran bobtail llamado Elwood. Tim decide regalarle el anillo a su novia Katrinka (Jo Anne Worley), una patinadora profesional.
Wilby se entera del robo del anillo de los Borgia que tantos problemas le dio en la anterior película y le confiesa a su esposa que si alguien pronuncia la inscripción del anillo ("in canis corpore transmuto") él se convertirá en perro, lo cual sucede varias veces provocando situaciones cómicas.

## Producción

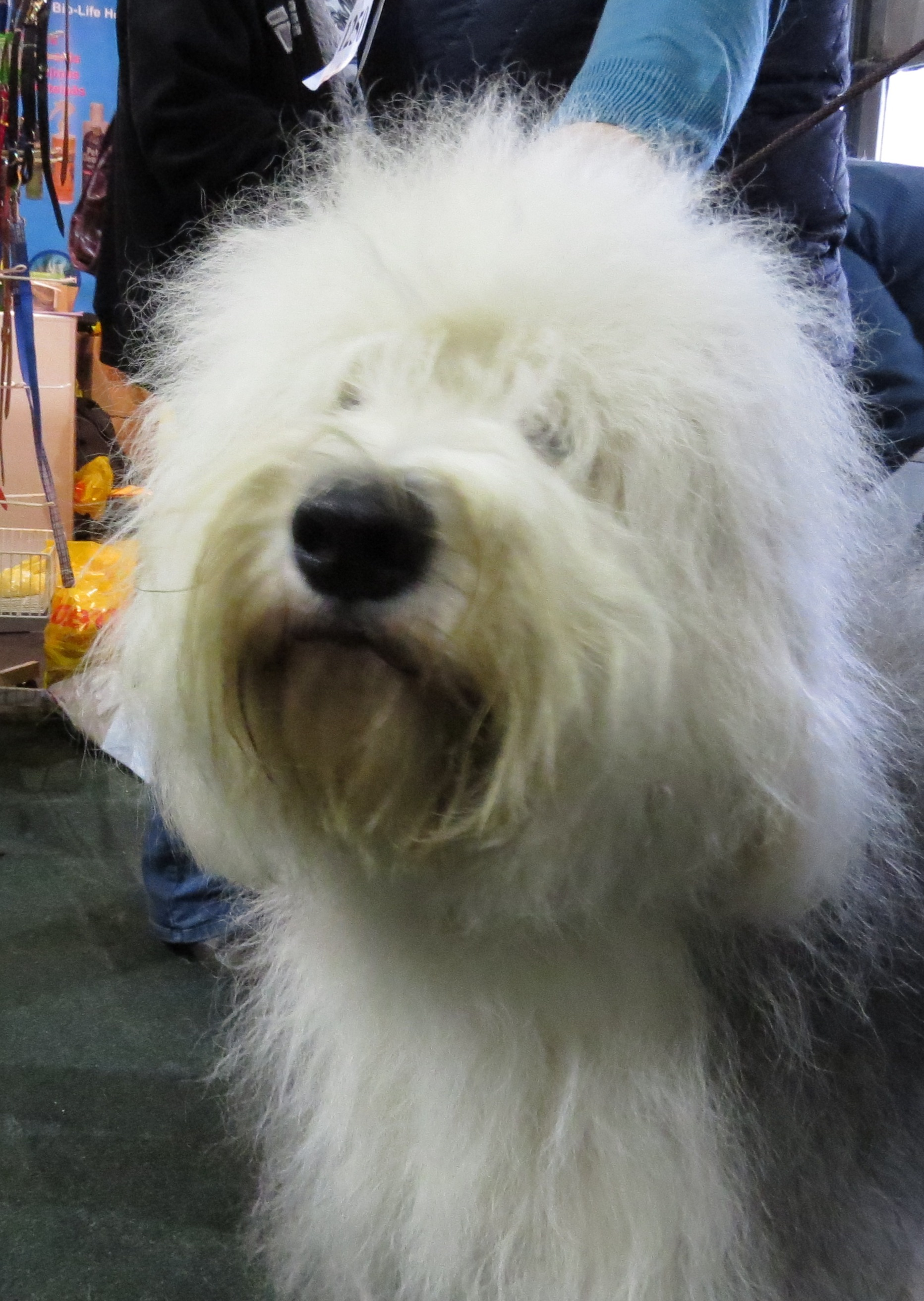
El perro protagonista es un Bobtail

The Shaggy Dog fue una de las películas más exitosas de Producciones Disney e influyó en el estilo y argumento de muchas películas de imagen real en las dos décadas siguientes. Utilizando la fórmula de colocar un elemento sobrenatural dentro de la vida común el estudio creó una larga serie de "gimmicks" (un término acuñado por el crítico de cine Leonard Maltin). 

## Reparto
Dean Jones y Suzanne Pleshette eran pareja frecuente en otras comedias Disney como Blackbeard´s ghost y El Feo Dachshund. Keenan Wynn también era un villano habitual de Disney.
Este es el último de los 19 filmes que Robert Stevenson dirigió para Disney en casi 20 años. 

### Ciudad ficticia
La historia se ambienta en Medfield, lo mismo que otras gimmicks de Disney como Un sabio en las nubes, Hijo de Flubber y la “trilogía de Dexter Riley” (Mi cerebro es electrónico, Now You See Him, Now You Don't, El Hombre más Fuerte del mundo).

### Transformación
En la primera película Wilby era víctima de transformaciones aleatorias. En esta secuela, sencillamente se convierte en un perro siempre que la inscripción del anillo es pronunciada. En el remake de 2006 con Tim Allen se intenta dar una visión más científica y la transformación es causada por un virus que infecta la plasma con ADN de perro.

## Análisis
La película ha sido interpretada como una sátira de la política americana tras el Watergate, con los políticos asociados al crimen.
En 1987 se rodó El Regreso del Shaggy, una secuela para televisión, y dos versiones cinematográficas más se rodaron en 1994 y 2006, con la participación del cómico Tim Allen.

## Cultura popular
La canción «Hate to Feel» del álbum Dirt (1992) de Alice in chains, hace referencia a The Shaggy D.A., el nombre en inglés del protagonista.